# Ricardo de Sousa
Ricardo de Sousa est un joueur international sud-africain de rink hockey.

## Palmarès
En 2015, il participe au championnat du monde de rink hockey en France.

## Référence
1. ↑  (pt) « Plantel » [archive du 22 juin 2015], sur mundial2015.hoqueipt.com (consulté le 22 juin 2015)
2. ↑  « Composition de l’équipe d’Autriche de rink hockey », sur /mondialvendee2015.com (consulté le 22 juin 2015)